# Jack Johnson
Jack Johnson   (Oahu, 18 de maig de 1975) Jack Hody Johnson és un cantautor, músic, director de cinema, i surfista hawaià que va assolir força èxit comercial després del llançament del seu primer àlbum, Brushfire Fairytales, el 2001.

## Biografia
Jack Johnson va aprendre a tocar la guitarra gràcies al millor amic del seu pare Alex Conell. Fou surfista professional fins que un accident surfer estroncà la seva carrera., Johnson, que havia après a tocar la guitarra als 14 anys dedicà tot el seu temps de convalescència a escriure cançons i tocar la guitarra. Durant els seus anys a la Universitat de Califòrnia a Santa Barbara, on es graduà amb mèrit en cinematografia, continuà tocant la guitarra a una banda anomenada "Soil".
El 2000, Jack Johnson va dirigir la pel·lícula Thicker than Water amb el seu amic de l'escola de cinema Chris Malloy. La pel·lícula inclou imatges d'Indonèsia, Tahití, l'Índia, Irlanda, França, Austràlia i Hawaii, i Johnson va compondre diverses melodies per a la banda sonora, algunes d'elles interpretades pel grup G. Love & Special Sauce. Dos anys després, Johnson va dirigir un altre film que portava per títol The September Sessions.
El 2002, Johnson va fundar la companyia discogràfica Brushfire Records que va llançar al mercat les bandes sonores de les dues pel·lícules esmentades. Altres artistes d'aquesta discogràfica són Matt Costa, Animal Liberation Orchestra, G. Love & Special Sauce i Rogue Wave.
El 2004, Johnson va ser cofundador de la Kokua Hawaii Foundation . Es tracta d'una organització sense ànim lucratiu que dona suport a l'ensenyament sobre el medi ambient a les escoles i comunitats de Hawaii. El Kokua Festival és l'esdeveniment anual que permet recollir fons per a la Kokua Hawaii Foundation, i uneix organitzacions ecologistes, empreses respectuoses amb el medi ambient, músics, artistes, professors i representants de la societat civil amb el propòsit de promoure la consciència ecologista a Hawaii.
La contracoberta del darrer àlbum de Jack Johnson, Sleep Through the Static, informa que ha estat enregistrat fent servir únicament energia solar. A més, la primera cançó, que porta per títol "All At Once", tracta de l'escalfament global i del canvi climàtic.
La seva música és descrita com acústica / soft rock / alternativa adulta.

## Discografia
- Brushfire Fairytales (2001)
- On and On (2003)
- In Between Dreams (2005)
- Sing-A-Longs and Lullabies for the Film Curious George (2006)
- Sleep Through the Static (2008)
- To the sea (2010)

## Filmografia
- Thicker Than Water (2000)
- September Session (2002)
- A Broke Down Melody (2004)